# Acetat de bariu
Acetatul de bariu este sarea bariului cu acidul acetic, cu formula chimică Ba(C2H3O2)2. Este un solid alb, solubil în apă.

## Obținere
Acetatul de bariu este de obicei obținut prin reacția dintre acidul acetic și carbonatul de bariu:
BaCO3 + 2 CH3COOH → (CH3COO)2Ba + CO2 + H2O
O metodă alternativă pornește de la sulfura de bariu:
BaS + 2 CH3COOH → (CH3COO)2Ba + H2S